# Te Pohue Waterfall
Der Te Pohue Waterfall ist ein Wasserfall im Gebiet der Ortschaft Te Pohue in der Region Hawke’s Bay auf der Nordinsel Neuseelands. Er liegt im Lauf eines namenlosen Bachs. Seine Fallhöhe beträgt rund 17 Meter.
Bei der Durchfahrt von Te Pohue ist der Wasserfall bereits vom New Zealand State Highway 5 aus in westlicher Blickrichtung zu sehen.